# Аминта Миезки
Аминта (на старогръцки: Ἀμύντας) е македонски военен от IV век пр. Хр. 

## Биография
Аминта е син на Александър и е роден в Миеза. Брат е на Певкест. В 320 година е назначен за телохранител на Филип III Аридей.